# Myrice inaequalis
Myrice inaequalis là một loài bướm đêm trong họ Geometridae.